# Jennifer Lopez
Jennifer Lynn Lopez, även känd som J.Lo, född 24 juli 1969 i South Bronx i New York, är en amerikansk skådespelare, sångare, dansare och producent. Hon blev intresserad av en filmkarriär efter en mindre roll i dramafilmen My Little Girl (1986). Valet uppskattades inte av hennes föräldrar då de ansåg att inga andra latinamerikaner "höll på med sånt". Lopez uppväxt i ett fattigt område i Bronx och senare väg mot framgång har beskrivits som en "askungesaga". Under sin filmkarriär har hon mottagit en mängd priser och nomineringar. Genombrottet kom med rolltolkningen av Selena Quintanilla i Selena (1997). Populariteten fortsatte att öka med huvudrollerna i Anaconda (1997) och Out of Sight (1998). År 1999 satsade hon på en musikkarriär med debutalbumet On the 6 och blev en av få filmstjärnor som framgångsrikt transformerat sig till popsångare.
Med sitt andra studioalbum J.Lo (2001) och filmen Bröllopsfixaren (2001) blev Lopez den första personen i världshistorien att under samma vecka både ha ett musikalbum och en film på toppen av försäljningslistorna. Albumet J to tha L–O! The Remixes (2002) blev det första remixalbum i amerikansk musikhistoria att toppa albumlistan och rankades senare som ett av de bäst säljande remixalbumen genom tiderna. Under tidiga 2000-talet hade Lopez ett förhållande med skådespelaren Ben Affleck, en relation som namngavs "Bennifer" av media och genererade kraftig mediaexponering för paret. År 2002 gav hon ut sitt tredje studioalbum This Is Me... Then där Affleck varit huvudsaklig inspiratör. Hon sågs fortsättningsvis i flera framgångsrika filmer som Kärleken checkar in (2002), Shall We Dance? (2004) och Monster till svärmor (2005). Efter en avbruten förlovning med Affleck 2003 gifte hon sig med Marc Anthony 2004. Paret fick två barn tillsammans men separerade 2011. I juli 2022 gifte sig Lopez med Ben Affleck. De separerade 2025.
Under 2010-talet fick artistens karriär en nytändning med en plats som jurymedlem i den amerikanska talangtävlingen American Idol, filmen The Back-Up Plan (2010) och hennes sjunde studioalbum Love? (2011). Skivan innehöll "On the Floor", Lopez hittills mest framgångsrika singel som toppade listorna i 20 länder. Under sin karriär, som pågått över två årtionden, har Jennifer Lopez etablerat sig som en global ikon i modern popkultur. Hon har byggt ett eget imperium, som utöver film och musik bland annat består av klädlinjer, accessoarer, parfymer, ett produktionsbolag, TV-serier och en välgörenhetsorganisation. Med ett sammanlagt filmbrutto på två miljarder och en internationell skivförsäljning på 75 miljoner betraktas hon som den mest inflytelserika latinamerikanska artisten någonsin och den högst betalda latinamerikanen. Med en inkomst på 52 miljoner dollar år 2012, rankades hon på Forbes förstaplats över de hundra mäktigaste celebriteterna.

## Uppväxt

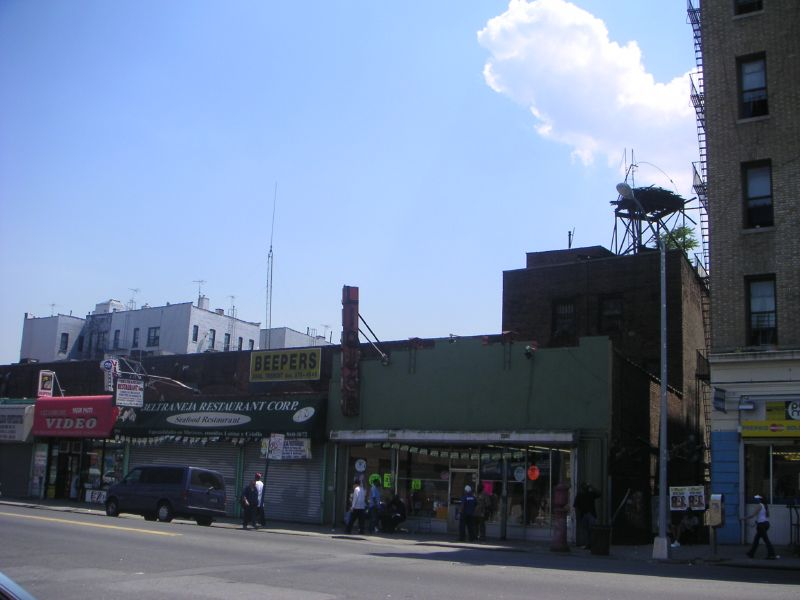
Ett typiskt område i stadsdelen Bronx, där Lopez växte upp.

Jennifer Lopez föddes den 24 juli 1969 i området Castle Hill i Bronx, New York. Hon är dotter till Guadalupe Rodríguez och David Lopez, båda födda i Puerto Rico. Lopez har två syskon, ett äldre, Leslie, och ett yngre, Lynda. Fadern arbetade nattskift på företaget Guardian Insurance Company där han senare blev datortekniker och modern var hemmafru. När Lopez föddes flyttade familjen till en liten lägenhet. Några år senare hade föräldrarna sparat ihop tillräckligt för att kunna köpa ett hus, något som var en stor sak för den fattiga familjen. Vid fem års ålder tog hon sång- och danslektioner. När Lopez var sju reste hon runt i New York på en skolturné. Hennes föräldrar ansåg att det var viktigt med en bra utbildning och förmåga att kunna prata flytande engelska. Istället för att riskera att råka i knipa utomhus uppmuntrade föräldrarna sina döttrar att sjunga och dansa för varandra och sina vänner hemma. Under hela skoltiden studerade hon i katolska skolor och tog examen vid Preston High School. I skolan var Lopez bra på gymnastik och tävlade i löpning på nationell nivå. År 1984, vid femton års ålder, hade hon ett förhållande med David Cruz, sin första pojkvän.
Under sitt sista år i skolan fick Lopez reda på att ett filmbolag sökte flera unga flickor till mindre roller i en film. Hon provspelade och fick en roll i lågbudgetproduktionen My Little Girl (1986), regisserad och skriven av Connie Kaiserman. Lopez spelade Myra, en ung flicka i ett hjälpcenter för kvinnor med olika typer av problem. Efter sin medverkan insåg Lopez att hon ville bli en "berömd filmstjärna". För att tillmötesgå sina föräldrar, som inte såg positivt på sin dotters drömmar, började hon studera vid Baruch College. Men hon var omotiverad och hoppade av efter ett läsår. När Lopez förklarade för sina föräldrar att hon ville fullfölja sina drömmar insisterade de på att det var en "dum" ide då inga latinamerikaner "höll på med sånt". De olika åsikterna fick Lopez att flytta hemifrån till en liten lägenhet i Manhattan. Hon uppträdde vid regionala musikaler som Jesus Christ, Superstar! och Oklahoma. Efter detta anställdes hon för att sjunga refrängen i Golden Musicals of Broadway och turnerade i Europa under fem månader. Lopez var olycklig över att hon var den enda i kören som inte hade ett solo. En tid senare fick hon jobb på showen Synchronicity i Japan där hon arbetade som skådespelare, koreograf, dansare och sångare.

## Karriär

### In Living Coloroch begynnande filmkarriär (1991–1996)
År 1991 fick Lopez jobb som bakgrundsdansare åt New Kids on the Block och uppträdde med dem när gruppen framförde "Games" vid prisceremonin American Music Awards. Kort därefter fick hon sin första permanenta roll i TV-serien In Living Color. Av 2 000 sökande till rollen kom hon med till finalen och slutade på andraplatsen. Lopez fick rollen efter att vinnaren valde att tacka nej. Hon och Cruz flyttade till Los Angeles, Kalifornien, för att filma serien. År 1993 hoppade hon av för att kunna satsa ännu hårdare på en större karriär inom film. Under samma tidsperiod jobbade hon även som bakgrundsdansare åt artisten Janet Jackson. Under sista kvartalet 1993 var Lopez schemalagd att uppträda med Jackson på hennes turné Janet World Tour, men avböjde jobbet då hon istället ville göra "sin egen grej".
Lopez fick sin första professionella filmroll i direkt till video-produktionen Lost in the Wild (1993) där hon spelade mot med Lindsay Wagner och Robert Loggia. Mot slutet av året skrev Lopez på ett kontrakt med CBS för att skådespela i TV-serien Second Chances. Programmet lades ner efter endast sex avsnitt då inspelningsstudion förstördes i Northridge-jordbävningen 1994. En spin-off, Hotel Malibu, hade premiär senare samma år. Liksom sin föregångare mottog serien negativa recensioner och lades ner kort därpå. Lopez hade en roll i den större dramaproduktionen My Family (1995) som regisserades av Gregory Navas. Filmen, där även Esai Morales, Jimmy Smits och Edward James Olmos hade roller, blev en kritikerrosad succé. Trots att hennes roll inte krediterades fick Lopez en Independent Spirit Award-nominering i kategorin "Best Supporting Female". I november syntes hon i Money Train tillsammans med Wesley Snipes och Woody Harrelson som spelade poliser från New York. Filmen möttes med negativ kritik och ansågs vara en kommersiell förlust. I augusti 1996 hade hon en av rollerna i komedin Jack. Filmen, som mottogs halvhjärtat av kritiker, hade en budget på 45 miljoner dollar och tjänade 59 miljoner dollar.

### Genombrott medSelena,Out of Sightoch debutalbum (1997–2000)
I februari 1997 hade hon en av rollerna i neo-noir-thrillern Blood and Wine tillsammans med Jack Nicholson och Stephen Dorff. Den möttes med generellt positiva reaktioner från recensenter som hyllade Lopez' skådespelartalanger. I mars samma år spelade hon titelrollen i Selena, som baserades på den mördade amerikanska latinostjärnan Selena Quintanilla. Trots att Lopez hade jobbat med filmens regissör under inspelningen till My Family genomgick hon en stor audition för att få rollen. Filmen hade en budget på 20 miljoner dollar och tjänade in 35 miljoner dollar under premiärveckan i USA. Kenneth Turan vid Los Angeles Times ansåg att "även i så lättglömda filmer" som Money Train och Jack tycktes Lopez bara vara "en roll från kändisskap". Med gestaltningen av Selena hade hon, på ett lysande sätt "tagit till vara detta", speciellt under filmens många musikaliska nummer. Han sammanfattade sin recension med att inte bara kalla filmen en hyllning till Selenas liv - utan också till skådespelaren som gestaltade henne. Efter att ha filmat sina scener till Selena kände Lopez ännu mer av sina "latinamerikanska rötter" och spelade in ett demospår på spanska. Hennes manager skickade låten, "Vivir Sin Ti" ("Att leva utan dig"), till Sony Music Entertainments Work Group vilka visade intresse och ville erbjuda Lopez ett skivkontrakt. Tommy Mottola, skivbolagets chef, föreslog att hon skulle sjunga på engelska istället.
I april sågs hon i skräckfilmen Anaconda tillsammans med Ice Cube och Jon Voight. Filmen blev en kommersiell succé; med en budget på 45 miljoner dollar tjänade den in 137 miljoner dollar internationellt. Fortsättningsvis hade hon en av rollerna i kriminaldramat U Turn, tillsammans med Sean Penn och Billy Bob Thornton. Filmen baserades på novellen Stray Dogs, skriven av John Ridley och bemöttes positivt av recensenter. I juni 1998 skådespelade hon mot George Clooney i Out of Sight, Steven Soderberghs tolkning av Elmore Leonards novell med samma namn (1996). Lopez spelade en rikspolis som faller för en charmerande brottsling. Hennes insatser rosades i media och Lopez blev den första latinamerikanskan att få över 1 miljon dollar för en filmroll. Out of Sight hade en produktionsbudget på 48 miljoner dollar och blev en framgång som tjänade in 78 miljoner dollar internationellt. I oktober samma år lånade Lopez sin röst till karaktären Azteca i den animerade filmen Antz. Den tjänade in 175 miljoner dollar världen över och hade en budget på 105 miljoner dollar.
Lopez debutsingel, "If You Had My Love", gavs ut i maj 1999 samtidigt som hon intensifierade arbetet på ett musikalbum. När låten intog förstaplatsen på Billboard Hot 100 blev hon den näst första artisten att toppa listan med sin debutsingel efter Britney Spears och hennes "...Baby One More Time" fyra månader tidigare. Under produktionen av debutalbumet, On the 6, var Lopez medveten om att hennes fördelaktiga utseende och redan etablerade namn som skådespelare hade varit en bidragande orsak till att hon erbjudits ett skivkontrakt. Hon ville därför bevisa för kritiker och allmänheten att hon hade musikalisk talang. Flera av USA:s största musikjournalister ställde sig frågande till Lopez' val att göra musik. Det sades att om skivan "floppade" skulle detta inte bara skämma ut Lopez utan även skada hennes filmkarriär. Tre veckor efter utgivningen av albumet beräknades försäljningen till 400 000 exemplar enligt Nielsen Soundscan. Efter ytterligare en tid mottog arbetet en trippel platinacertifiering av RIAA för över tre miljoner exemplar skickade till affär. I de flesta internationella territorier blev skivan en topp-tio hit, däribland Tyskland, Schweiz och Kanada. Fram till 2003 hade över åtta miljoner exemplar av On the 6 sålts internationellt. Lopez musikaliska framgångar förvånade media som konstaterade att den nya satsningen hade gjort den "populära skådespelaren ännu mera populär". Både musikbranschen och allmänheten fascinerades av kvinnan som "tycktes ha så många olika talanger." Med utgivningen av skivan hade hon framgångsrikt transformerat sig från filmstjärna till popstjärna. Lopez blev en av få att nå denna bedrift och den första sedan Vanessa Williams (1992) och Martika (1989).
Lopez, i följe med dåvarande pojkvännen Sean "Puffy" Combs, gick till den 42 upplagan av den amerikanska Grammyceremonin den 22 februari 2000. Under kvällen bar hon en grön exotisk Versace-klänning i silke. Klänningens urringning fortsatte flera centimeter nedanför hennes navel där den drogs ihop med hjälp av en glittrig brosch. Kreationen genererade kontrovers och stor uppståndelse i media. Ett dygn efter galan hade bilderna på Lopez laddas ner över en halv miljoner gånger från Grammyhemsidan. Lopez tycktes förvånad över uppståndelsen och menade att hon aldrig kunnat förutse att "det hela skulle bli en så stor grej." Klänningen ställdes senare ut på The Grammy Museum och utnämndes till "årets klänning" av Lisa Armstrong från Times. I Daily Telegraph blev den utsedd till den femte mest ikoniska klänningen genom tiderna. Lopez återvände till bioduken i augusti med huvudrollen i den psykologiska thrillern The Cell tillsammans Vincent D'Onofrio. Lopez gestaltade rollen som barnpsykologen Catherine Deane, som behandlar komapatienter genom att kliva in i deras sinnen med hjälp av ett datorprogram. Deane får i uppdrag av FBI att besöka seriemördaren Carl Rudolph Starghers sinne för att få honom att avslöja var han gömt sitt offer. Filmen blev en kommersiell framgång men mottog blandad respons från kritiker som ansåg att filmens handling var för ytlig och inte erbjöd något nytt.

### Förhöjda framgångar medBröllopsfixaren,J.LoochThis Is Me... Then(2001–2003)
Under produktionen av sitt andra studioalbum beslutade sig Lopez för att justera sin image samtidigt som hon alltmer transformerades till en sexsymbol. Hon adopterade smeknamnet J.Lo som getts till henne av hennes fans. Studioalbumet med samma namn släpptes den 22 januari 2001. Skivan blev en kommersiell succé som gick in på förstaplatsen på amerikanska albumlistan. Samma vecka debuterade hennes romantiska komedi Bröllopsfixaren på förstaplatsen i USA vilket gjorde Lopez till den första artisten i amerikansk historia att ha ett album och en film på toppen av försäljningslistorna samtidigt. Bröllopsfixaren blev en av Lopez allra mest populära filmer som tjänade in över 60 miljoner dollar på endast några veckor. J.Lo genererade huvudsingeln "Love Don't Cost a Thing" blev en av hennes populäraste hits med topp-positioner i flera länder. För skivans fjärde singel, "I'm Real", skapades en hiphop-orienterad "Murder Remix" som komponerades av R&B-sångaren Ashanti och rapparen Ja Rule. Trots att versionen blev en omedelbar hit - Lopez andra singel att toppa Hot 100-listan - så genererade den ansenligt med negativ kritik för användningen av ordet "nigga". Lopez beskylldes för att vara rasist och att hon "kapitaliserade på hiphop-genrens popularitet för att nå framgång". Hon avfärdade dessa rykten och stöttades av Ja Rule som påpekade att låttexten inte skrivits av Lopez.
Efter att ha spelat in dramafilmen Angel Eyes fortsatte Lopez sin musikkarriär med en remixversion av J.Lo, titulerat J to tha L–O! The Remixes. Albumet blev det första i amerikansk musikhistoria att debutera på förstaplatsen på amerikanska albumlistan, en bedrift som togs med i Guinness rekordbok där den utnämndes som det mest framgångsrika remixalbumet genom tiderna. Huvudsingeln "Ain't It Funny (Murder Remix)", som även denna gång gästades av Ja Rule, nådde förstaplatsen i USA och blev hennes tredje listetta.
I maj 2002 skådespelade hon i thrillern En kvinnas hämnd som hade måttliga till stora framgångar i biografer med en inkomst på 52 miljoner dollar. Lopez gestaltade Slim, en kvinna som blir misshandlad av sin make och bestämmer sig för att rymma hemifrån med sin dotter. Filmen beskrevs som en "kick-ass" kvinnohymn men bemöttes med blandade recensioner. Under inspelningen av filmen, i vilken hon var tvungen att lära sig krav maga, fick Lopez' ett nervöst sammanbrott, orsakad av för mycket arbete. Flera år senare i en intervju med Oprah avslöjade hon; "Ja, jag hade ett sammanbrott. Jag tror det var till den där filmen En kvinnas hämnd. Jag kommer ihåg att det enda jag tänkte var 'jag vill inte röra mig, jag vill inte prata, jag vill inte göra något'."
Lopez dedicerade sitt tredje studioalbum, This Is Me... Then, till skådespelaren Ben Affleck som gavs ut samma månad som deras förlovning. Skivan genererade de internationella hitsen "Jenny from the Block" och "All I Have". Albumet, som innehöll flera kärlekslåtar, blev en kommersiell framgång som såldes i 2,5 miljoner exemplar i USA. I december 2002 skådespelade hon mot Ralph Fiennes i den romantiska komedin Kärleken checkar in. Lopez gestaltade Marisa Ventura, en ensamstående mamma boende i Bronx som kämpar för att hålla ihop ekonomin. Hon försörjer sig genom att jobba som städare på ett lyxhotell i Manhattan. En politiker som besöker hotellet misstar Marisa för att vara en förmögen kvinna och i slutändan förälskar hon sig i honom. Filmen blev en av Lopez' mest framgångsrika. Den hade en inkomst på 155 miljoner dollar och tjänade därmed in produktionskostnaden på 55 miljoner. The New York Times jämförde filmens handling med låten "Jenny from the Block". I augusti, 2003, sågs hon tillsammans med Affleck i den romantiska komedin Gigli. Olikt Lopez' andra filmer vid tidpunkten blev den en kommersiell katastrof som endast tjänade in 7 miljoner av produktionskostnaden på 54 miljoner dollar. Gigli bemöttes med universellt negativ kritik av kritiker som beskrev den som "bisarr" och klumpigt skriven. Filmen betraktas som en av de sämsta genom tiderna.

### Fortsatta filmframgångar (2004–2009)

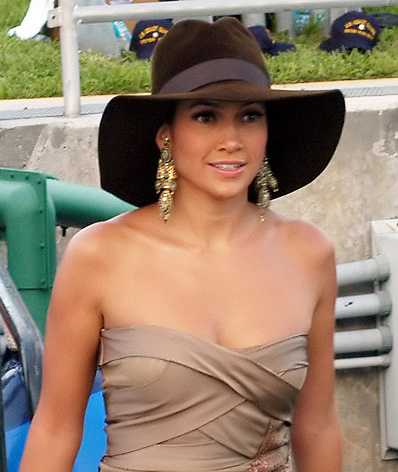
Lopez vid MTV Video Music Awards år 2004.

I mars 2004 hade Lopez en mindre roll i Jersey Girl där Affleck också skådespelade. Hennes rollfigur Gertrude Steiney dör under förlossningen i de första femton minuterna av filmen. På grund av Lopez' och Afflecks överexponering i kvällspressen noterade en kritiker att regissörerna kanske skulle behöva "lägga Lopez i en kista på omslaget" för att någon skulle vilja komma till biopremiären. Andra kritiker var mestadels positiva, trots att några ansåg att den var fylld av "sentimentala klichéer". Inkomsten på endast 1 miljon dollar gjorde filmen till ett kommersiellt misslyckande. I oktober, samma år, skådespelade Lopez mot Richard Gere i dramat Shall We Dance?, en remake av den japanska filmen från 1996 med samma namn. Filmen blev en kommersiell succé; med en budget på 50 miljoner dollar tjänade den in 170 miljoner internationellt. Den mottog generellt positiva reaktioner från recensenter även om vissa ansåg att "mycket av den ursprungliga charmen från originalet" hade försvunnit på grund av "förlorat kulturellt sammanhang" och "högt betalda kändisar".
Jennifer Lopez' fjärde studioalbum, Rebirth, blev hennes första studioalbum på tre år. I en intervju beskrev Lopez' skivan som en nystart och sa: "De senaste åren har mitt liv varit en bergochdalbana. Mellan mitt första och senaste album gjorde jag flera filmprojekt. Till slut fick jag tid för mig själv. När jag började jobba igen var den här skivan det första jag gjorde. Det känns som en nystart. Som att jag, på något vis, är pånyttfödd. Jag är samma fas i livet som när jag gjorde mitt första album." Tracy Hopkins vid NBC:s Today Music noterade att "efter hennes 'gullande' med Affleck på This Is Me... Then", var hon klok nog att "hålla kärlekslivet borta från Rebirth". Hon sjöng bara om Anthony på ett "fåtal spår". I maj 2005 skådespelade Lopez tillsammans med Jane Fonda i den romantiska komedin Monster till svärmor. Hon fick 15 miljoner dollar för rollen som Charlie, en alltiallo som hamnar på kant med sin svärmor som anser att Charlie inte är tillräckligt "fin" för att få ingå i familjen. Filmen blev en ytterligare kommersiell framgång för Lopez. Med en budget på 43 miljoner tjänade den in 155 miljoner. Filmkritiker var dessvärre inte lika imponerade. Många ansåg att Fonda stal "rampljuset" med hennes "återkomst till bioduken" och att de "halvtaskiga" skådespelartalangerna och det "dåliga" manuset gjorde att Monster till svärmor föll platt. I augusti, sågs Lopez tillsammans med Robert Redford och Morgan Freeman i En dag i livet, ett drama som baserades på boken med samma namn. Filmen blev en förlust som drog in 18 miljoner av produktionskostnaden som var på 30 miljoner.
Hon sågs fortsättningsvis i Bordertown, en film baserad på de kvinnliga självmorden i Ciudad Juárez under 1990-talet. Den hade premiär på Cannes Film Festival den 18 maj 2006. Lopez, som också var filmens producent, spelade Lauren Adrian, en amerikansk nyhetsreporter som kämpar för att få bli skickad till krigszonerna i Irak och rapportera om händelseförloppet. I en intervju avslöjade artisten att hon hade försökt få filmen gjord i åtta år och ville belysa kvinnors omständigheter i Mexiko. Filmen hade en begränsad utgivning i biografer i Europa och gavs ut direkt på video i andra länder. Bordertown blev en kommersiell flopp. Produktionskostnaderna beräknades till 21 miljoner och filmen tjänade endast in 8 miljoner. Filmen mottog negativ kritik från recensenter och utbuades på Berlins filmmässa. DanceLife, en realityserie som följde liven på sex dansare som tävlar om att slå igenom professionellt sändes från januari till mars 2007 på MTV. Lopez producerade, skapade och medverkade i serien. Enligt musikproducenten, Estéfano, skulle Lopez' femte studioalbum Como Ama una Mujer motbevisa kritiker på den nya skivan som innehöll "stora låtar" som krävde en "stor röst"; vilket refererade till Lopez' sångröst som ofta beskrivits som "begränsad" och "tunn". Albumet hade den högsta förstaveckasförsäljningen för ett spanskspråkigt album i USA och även den högsta digitala försäljningen. Lopez och Anthony startade den gemensamma Nordamerikanska turnén Jennifer Lopez and Marc Anthony en Concierto den 28 september. Turnén tjänade in 10 miljoner dollar. En dollar från varje biljettköp donerades till The Run for Something Better- en organisation som hjälpte barn med psykiska problem. Brave, Lopez' sjätte studioalbum, gavs ut den 4 oktober samma år och blev hennes minst säljande album i karriären. En miniserie i fem delar, Jennifer Lopez Presents: Como Ama una Mujer, sändes på Univision den 27 november 2007 och baserades på låttexterna i Como Ama una Mujer.

### Karriärförnyelse,American Idoloch världsturné (2010–2012)
I februari 2010 lämnade Lopez Epic Records och menade att hon fullföljt deras kontrakt och nu önskade att få ge ut sitt sjunde studioalbum Love? via ett annat skivbolag. Splitten med Epic saktade ner arbetet på skivan och det var inte förrän hon skrev på för Island Records flera månader senare som projektet återupptogs. Tidskriften New York Daily News avslöjade att Lopez skulle ta med sig några av låtarna hon spelade in hos Sony Music till det nya skivbolaget och att dessa möjligtvis skulle komma att inkluderas på den nya skivan. I april skådespelade Lopez i den romantiska komedin The Back-Up Plan, hennes första biofilm på över tre år. Filmen hade en produktionskostnad på 35 miljoner och blev en kommersiell framgång som tjänade in 77 miljoner. Medan Lopez' skådespeleri hyllades kritiserades filmen för sina "orelaterbara karaktärer" och "förutsägbara handling". I juni, efter att Ellen DeGeneres lämnat American Idol, rapporterades att Lopez var i förhandlingar om att bli realityseriens nya jurymedlem i säsong 10. Under samma tid, övervägdes Lopez och Anthony att bli domare i den amerikanska versionen av The X Factor tack vare deras appeal i latinamerikanska och internationella territorier. Via ett pressmeddelande i september klargjordes att Lopez skulle bli en av de nya domarna i American Idol. MTV menade att inkluderingen av artisten var "fördelaktigt för alla inblandade parter" medan CNN rapporterade att Lopez såg jobbet som ett sätt att återuppliva sin musikkarriär. Producenterna bakom American Idol ansåg att Lopez och Steven Tyler skulle öka programmets tittarsiffror.

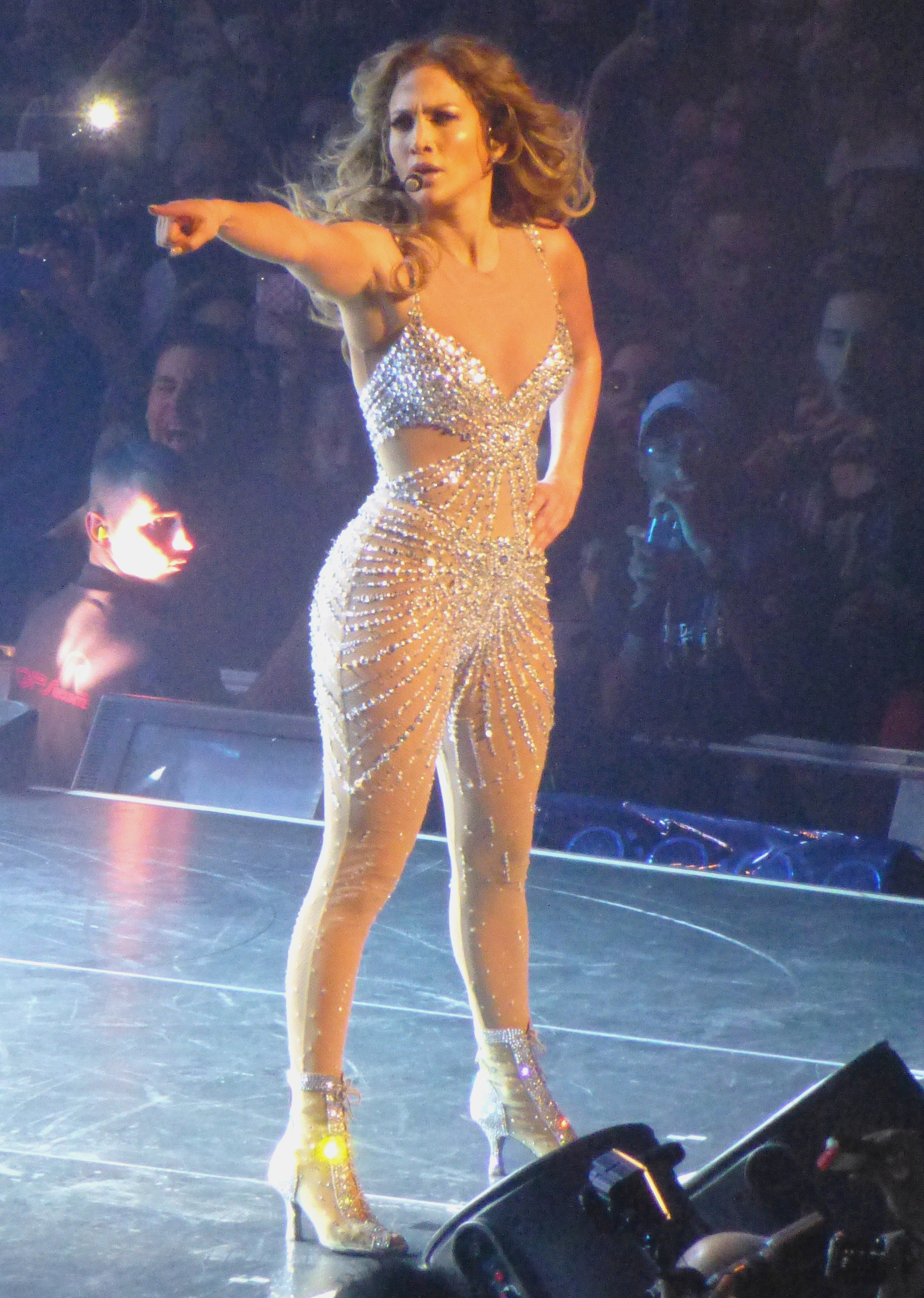
Lopez uppträder under sin första världsturné, Dance Again World Tour.

I februari 2011 släpptes "On the Floor", huvudsingeln från Love?. Danspoplåten som producerades av Redone markerade en stor artistisk stiländring för Lopez. Singeln toppade singellistor internationellt och blev en av årets mest framgångsrika utgivningar. Låten blev även hennes framgångsrikaste musiksingel i karriären och hennes största radiohit sedan "Jenny from the Block". Framgången märkte Lopez' comeback, då kritiker tidigare förutspått att hennes musikkarriär var över. Love? beskrevs av Lopez som hennes mest personliga album och gavs ut i maj samma år. Hon jobbade med en mängd producenter på skivan, däribland Mike Caren, D'Mile, Kuk Harrell, Danja och Terius "The-Dream" Nash. Hon samarbetade även med artister som Lady Gaga och Lil Wayne. Skivan hade dessvärre måttliga framgångar. Det debuterade på plats fem på Billboard 200 med en förstaveckasförsäljning på 83.100 exemplar. I andra veckan föll skivan ner till plats nio med 33 000 sålda exemplar. Fram till 2012 hade Love? sålts i 334 000 exemplar i USA. I januari 2012 återvände Lopez som domare i den elfte säsongen av American Idol och betalades en summa på 20 miljoner dollar. Senare samma månad hade den nya talangserien ¡Q'Viva! The Chosen premiär. Programmet skapades av Simon Fuller och hade premiär på Univision där den blev en hit. Serien följde Lopez, Anthony och koreografen Jamie King när de reste runt i 21 länder i latinamerika för att hitta en talang till en Las Vegas-show. Den 18 maj återvände Lopez till bioduken tillsammans med Cameron Diaz, Elizabeth Banks, Matthew Morrison och Dennis Quaid i filmen What to Expect. Filmen baserades på novellen med samma namn. Lopez spelade rollen som Holly, en kvinna som åker utomlands för att adoptera en baby. Filmen blev en måttlig framgång som tjänade in 84 miljoner dollar. What to Expect bemöttes med blandade reaktioner från media.
Den 14 juni inledde Lopez sin första världsturné, Dance Again World Tour. Den 12 juli grundade hon Teeology, ett luxuöst t-shirt-märke. Lopez lånade sin röst till karaktären Shira, en sabeltandad tiger i den animerade filmen Ice Age: Continental Drift. Den fjärde Ice Age-filmen debuterade på förstaplatsen på försäljningslistorna och tjänade in 46 miljoner första veckan efter biopremiären. Detta blev Lopez högsta förstaveckasförsäljning. Lopez första samlingsalbum, Dance Again... the Hits, gavs ut den 24 juli 2012. Skivan gavs ut via Epic Records, då artisten var skyldig dem att ge ut en samlingsalbum för att fullfölja deras kontrakt. Lopez, som samtidigt var i en skilsmässa med Anthony vilket var "omtumlande" för familjen kände att albumets singel, "Dance Again" hade kommit till henne vid precis rätt tidpunkt i livet. "Dance Again" och "Goin' In", en singel från soundtrackalbumet till filmen Step Up Revolution, nådde båda toppen av Billboards danslista Hot Dance Club Songs. Detta blev hennes tolfte och trettonde listetta på den topplistan. När "Goin' In" nådde toppen på danslistan fick hon delad förstaplats med Katy Perry om flest listettor i rad på den topplistan. I september meddelade nuvoTV att de inlett ett samarbete med Lopez som skulle ansvara för den kreativa sidan av företaget med hjälp av hennes eget produktionsbolag Nuyorican Productions.

### Senare projekt (2013–framåt)
I januari 2013 skådespelade Lopez tillsammans med Jason Statham i kriminalthrillern Parker. Hennes prestationer fick positiv respons av filmkritiker. Chicago Tribune ansåg att rollen gav Lopez "möjlighet att vara dramatisk, romantisk, rolig, deprimerad, euforisk och våldsam. Publiken är med henne hela vägen." Vid den amerikanska Grammyceremonin som hölls den 10 februari, uppmärksammades Lopez för att hon bar en "vågad" svart klänning som "visade hennes högra ben ända upp till höften". Artisten bar klänningen trots att CBS hade förbjudit skådespelare och sångare att visa för mycket hud.
Inspirerad av sin homosexuella moster som nyligen avlidit skrev Lopez på för att vara chefsproducent för den amerikanska TV-serien The Fosters. Serien följer två homosexuella kvinnor och deras familj. Serien hade premiär på Freeform den 3 juni 2013 och blev en tittarframgång för kanalen. Lopez tilldelades priset Ally for Equality Award av Human Rights Campaign. I juni samma år besökte Lopez den turkmenistanska presidenten Gurbanguly Berdimuhamedow under ett uppträdande för hans födelsedag. Hon mottog global kritik för att hon uppträdde för en ledare av en "repressiv, auktoritär regim". Hennes publicist gick ut med en ursäkt.
Lopez har flera kommande projekt. Redone meddelades som chefsproducent för hennes kommande åttonde studioalbum och han förklarade att skivan skulle innehålla många olika musikgenrer. Skivan har en beräknad utgivning under 2014 via Capitol Records och Redones 2101 Records. Hon kommer att återvända som domare till den 13 säsongen av American Idol med en lön på 17,5 miljoner dollar. Hon kommer att ha huvudrollerna i flera kommande filmer, däribland den vågade, lågbudget thrillern The Boy Next Door (2014) och dramat Lila & Eve (2015).
I februari 2014 meddelade NBC att de skapade en tretton avsnitt lång TV-serie med Lopez som chefsproducent och skådespelare. I serien, med titeln Shades of Blue som har en planerad premiär under 2015-16, porträtterar hon en ensamstående mor och en polis som går undercover med Federal Bureau of Investigation för att utreda sin egen polisenhet.

## Artisteri

### Musikalisk stil
Sedan början av sin musikkarriär har Lopez utforskat en mängd olika genrer såsom latinopop, dance, R&B, hiphop, rock, funk, house och salsa. I The Latin Beat: The Rhythms And Roots Of Latin Music From Bossa Nova To Salsa And Beyond (2003) menade författaren Ed Morales att hennes musik utforskade den "romantiska oskuldsfullheten i latinamerikansk musik" och hiphop. Trots att hon exponerades för latinamerikanska musikstilar som barn (allt från salsa till bachata) var det hiphoplåten "Rapper's Delight" (1979) av trion The Sugarhill Gang som "förändrade" hennes liv. När hon beslöt sig för att fullfölja en musikkarriär blandade Lopez latinamerikansk musik med hiphopmusik, en sammansättning hon namngav "latin soul".
Medan hennes första två album omfattade funk, dance, urban och latin-influerad musik, inspirerades Lopez tredje album, This Is Me... Then, av 1970-talsmusik. Rebirth, hennes fjärde album, utforskade poprock och lutade sig mer på slagverk och horn. Lopez sjätte och sjunde studioalbum, Brave och Love?, inriktade sig mer på dansmusik. Artistens låttexter koncentreras i huvudsak på kärlek men hon har också utforskat ämnen som dans, sex, kvinnlig egenmakt och inre styrka. Lopez har ofta inkluderat personliga erfarenheter och upplevelser i sina låtar, däribland relationen med Ben Affleck i låtar som "Dear Ben" and "He'll Be Back". Låtar från Love? som "Until It Beats No More" och den personliga "One Love" är andra exempel på låtar som baserats på hennes eget liv.
Lopez har influerats av artister som Tina Turner, James Brown, Michael Jackson, Madonna och Barbra Streisand. Jennifer Lopez, som är en subrett, har ofta kritiserats för att ha en "begränsad" och "tunn" sångröst. Tidigt i musikkarriären ledde detta till låg självkänsla. Med hjälp av vännen och exmaken Anthony samt sångträning minskade hennes osäkerhet. Om Lopez sång sa Rolling Stone: "Istället för vokalsång, är Lopez väl medveten om sina brister och håller sig istället till lågmälda stämmor som passar väl till R&B-produktioner. Superstjärnan vet att hon inte behöver ta i från tårna- hon har redan fångat ditt intresse." Entertainment Weekly hyllade artistens låtproduktion men sa följande om hennes sång: "Så fort hon öppnar munnen rämnas den genomtänkta produktionen. Karisman i rösten som vi lärt känna- och älska- i filmer som Out of Sight, tynar bort." Vid eftertanke skrev Today Music: "Likt Janet eller Madonna så lyssnar man inte på J.Lo för sångens skull. Hennes röst passar utmärkt till danstakter."

### Image

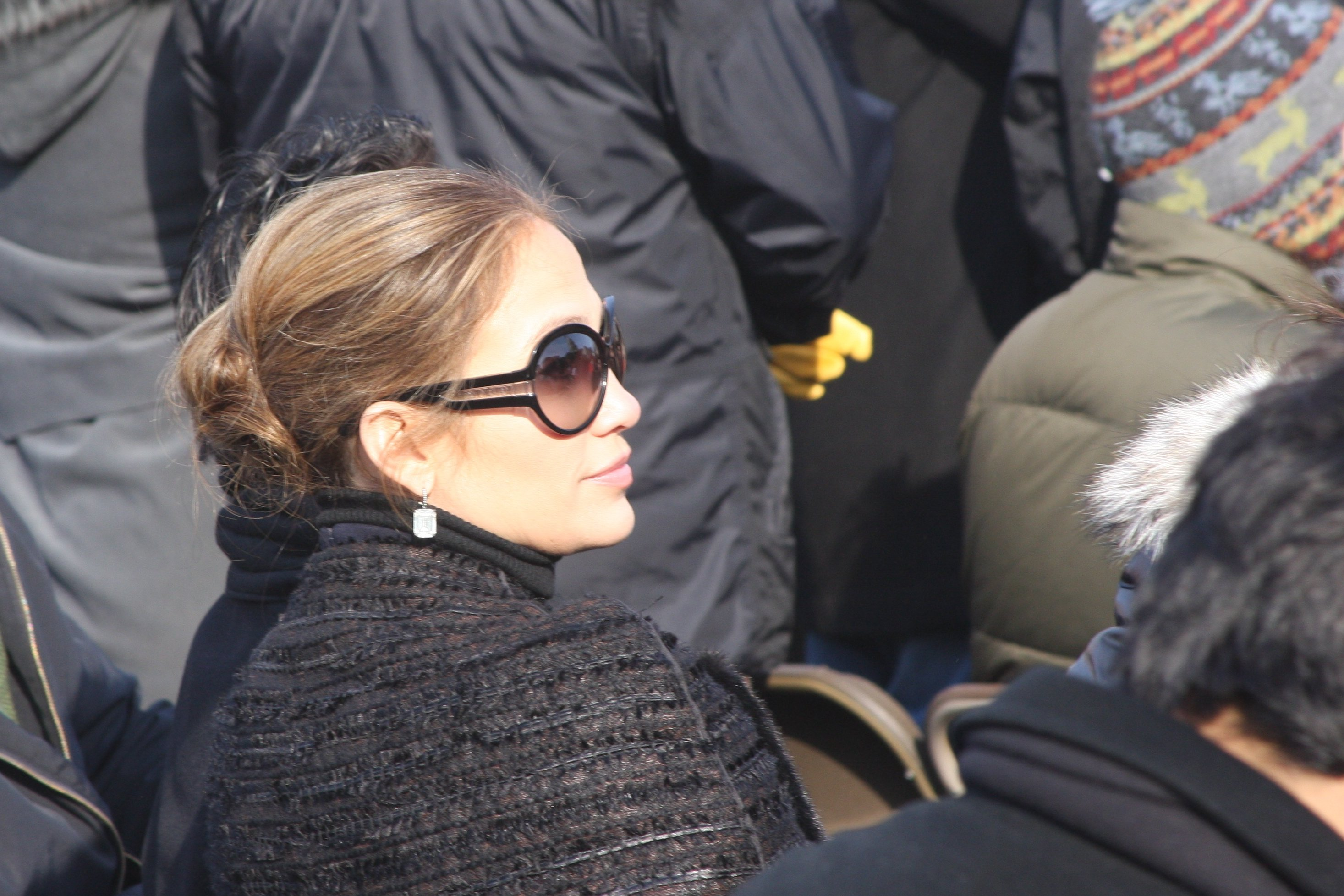
Lopez år 2009.

Lopez har beskrivits som en popikon, en "kunglighet" inom pop, en så kallad "triple threat" (en framgångsrik person inom musik, film och mode) och en "popprinsessa". TV-presentatören Ray Martin noterade att Lopez hade en stor kommersiell dragningskraft och var ett "fenomen" i underhållningsbranschen. Han elaborerade; "Hon har skådespelat i mer än tjugofem filmer med världsledande skådespelare som George Clooney, Robert Redford och Jack Nicholson". Sedan 1990-talet har Lopez framställts som en sexsymbol och en av världens mest "åtråvärda" kvinnor. Trots att hon ibland framställts som en "barbie från Bronx" har artisten avslöjat att hon tränats som en boxare och skämtsamt sagt att hon "vet hur man slåss". Media brukar dessutom ofta uppmärksamma hennes kurviga figur och särskilt hennes rumpa. En undersökning gjord av Nutrisystem Diet Index avslöjade att om amerikanska kvinnor fick välja skulle de helst vilja ha ben och rumpa som Jennifer Lopez.
I november 1998 utsågs Lopez till "Årets sexigaste kvinna" av Details Magazine. Hon låg i toppen på FHM:s "100 Sexiest Women"-lista två gånger. I april 2011 fick hon titeln "Världens vackraste kvinna" av People. Marianne Garvey vid E! Online ansåg att Lopez såg "helt perfekt ut" på tidskriftens var-inspirerade omslag. Lopez var stolt övar att en kvinna i hennes ålder hade valts trots att hon inte var 25. Flera kändisar prisade artisten; Kelly Osbourne sa, "Jag kan inte annat än hålla med. Jag har träffat henne och hon är bedårande". American Idol-kamraten Ryan Seacrest hyllade henne i sitt radioprogram On Air with Ryan Seacrest; "Jag är stolt över att jobba med världens vackraste kvinna". I mars 2013 rankades Lopez på en fjärdeplats på listan "100 Sexiest Artists" av VH1. Följande månad utsåg Vibe Magazine henne till den mest "livsberikande" kändisen under de gångna 20 åren.
Jennifer Lopez är känd för sin modemedvetenhet. Hon har med den förändrat sin image ett flertal gånger och haft flera utseenden under sin karriär. Hennes mode beskrevs av Billboard som "enastående" och "stilren". I en intervju med Harper's Bazaar beskrev Lopez sin begynnande stil som "pojkaktigt hiphoppig" med "sexiga element". Artisten har dessvärre kritiserats hårt av djurorganisationen People for the Ethical Treatment of Animals och kändisar som P!nk och Pamela Anderson för att hon använder riktig päls i sina klädmärken. Jennifer Lopez har även fått negativ uppmärksamhet i pressen för att hon enligt uppgifter är "krävande" och en "diva". Med avseende på sitt hårda arbete har Lopez sagt att hon förtjänar "diva-titeln" men har också avfärdat en del av ryktena; "Jag har verkligen inte- och gillar inte att folk säger att jag beter mig som en diva. Det är något som de har försökt få mig att framstå som under en längre tid".

## Arv och kulturellt inflytande

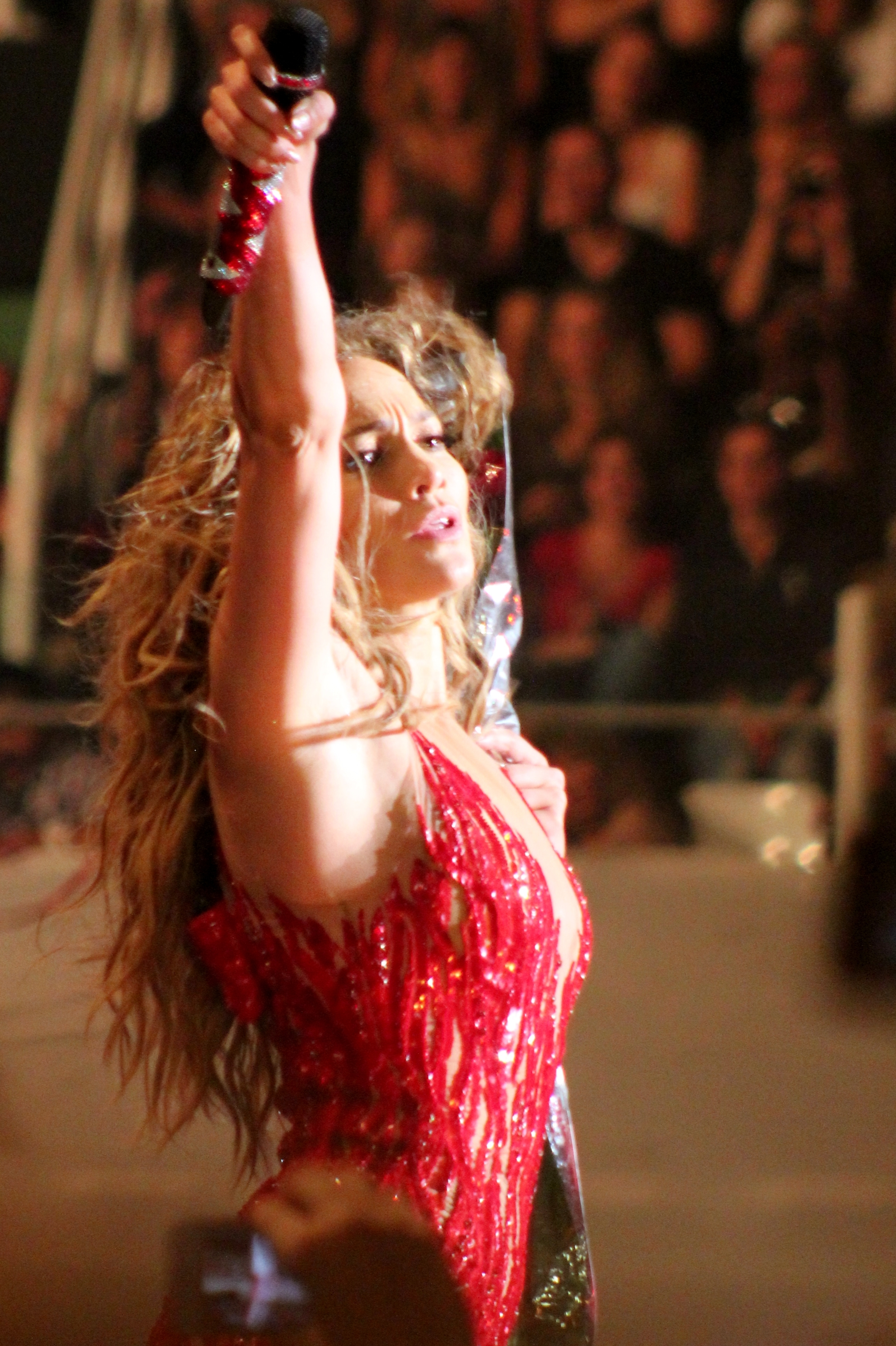
Lopez uppträder under sin Dance Again World Tour, 2012.

Jennifer Lopez har beskrivits som den största latinamerikanska inspiratören i USA. Hon har hyllats för att ha öppnat dörrarna för latinamerikaner i nöjesbranschen. Cindy Pearlman, en skribent vid The Record, skrev att Lopez var skyldig till att "latinos var närvarande" i filmindustrin, som "sedan länge bara reserverats till vita". I boken Icons of American Popular Culture (2009), skrev Robert C. Cotrell att Lopez var Latinamerikas motsvarighet till Oprah Winfrey och att hon förkroppsligat den amerikanska drömmen med sin "askungesaga". Cotrell menade att hon var en "multidimensionell artist" som på senare tid förvandlats till ett "kommersiellt varumärke". Han ansåg att hon "samtidigt bevisade att en skådespelare kunde vara framgångsrik som sångare och en spelare i företagsvärlden." Lopez kritikerrosade prestation i genombrottsfilmen Selena (1997) gav henne en Golden Globe-nominering i kategorin Best Actress in a Motion Picture Musical or Comedy och inspirerade en generation av latinamerikanska skådespelare. Följande år var hon den högst betalda latinamerikanska skådespelaren, efter att ha fått en check på två miljoner för sin kritikerrosade roll i Out of Sight (1998). I februari 2007 rankade People en Español henne på förstaplatsen på deras topplista "100 Most Influential Hispanics". Senare samma månad tilldelades hon priset Artists for Amnesty International för uppmärksammandet av de kvinnliga självmorden i Ciudad Juárez i filmen Bordertown (2006).
Vid utgivningen av debutalbumet On the 6 började Lopez inflytande bland latinamerikaner att öka markant. Hon och Ricky Martin ansågs sätta igång den "etniska bomben" under sena 1990-talet där flera latinamerikaner, exempelvis Marc Anthony, Enrique Iglesias och Christina Aguilera fick mainstream-popularitet. Mark Gaurino vid Daily Herald beskrev Lopez som en "crossover royalty" (en person som är framgångsrik inom flera olika musikformat). Till dagens dato är artisten den enda latinamerikanen som funnits med på den årliga 'Actress Salary List' utgiven av The Hollywood Reporter.
VH1 rankade Lopez på plats 15 på deras lista "200 Greatest Pop Culture Icons", på plats 16 på "100 Greatest Women In Music" och plats 21 på listan "50 Greatest Women of the Video Era". Med 75 miljoner sålda album har hon erhållit titlarna "Duchess of Reinvention" och "Goddess of Pop". Hennes remixalbum J to tha L-O! The Remixes noterades i Guinness rekordbok som det första remixalbumet att debutera på förstaplatsen på den amerikanska albumlistan. Vid prisceremonin World Music Awards 2010 mottog Lopez en Legend Award för "enastående bidrag till branschen". Lopez musikaliska comeback 2011 med singeln "On the Floor" rankas som en av de största återkomsterna i musikhistorien. "On the Floor" blev en av de bäst säljande singlarna genom tiderna och musikvideon betraktas som den mest-sedda kvinnliga musikvideon genom tiderna. Lopez förblir den enda artisten med både en film och ett studioalbum på toppen av försäljningslistorna samtidigt. 2013 tilldelades Lopez en stjärna på Hollywood Walk of Fame för hennes musikaliska bidrag. Los Angeles Times skrev: "Det är svårt att komma på någon som är mera värd detta prestigefyllda landmärke."
Lopez är välkänd för sin modemedvetenhet och Us Weekly har gett henne titeln "Style Icon of the Decade". Hennes gröna Versace klänning som hon bar vid den 42 Grammy upplagan röstades fram som den femte mest ikoniska klänningen genom tiderna av The Daily Telegraph. Lopez stil har influerat många kändisar. 2013 lanserades en barbiedocka av Lopez som kritiserades för att den ansågs sakna hennes kurvor. Lopez har nämnts som en idol, inspiration eller influens av många artister, däribland Brandy, Jessica Alba, Kat DeLuna, Kerry Washington, Becky G, Britney Spears, Q’orianka Kilcher, Selena Gomez, Beyoncé Knowles, Raquel Castro, Karen Rodriguez, Layla El, Mike Doughty, Stooshe, Naya Rivera, och Pitbull.

## Filantropi och andra satsningar
Den 2 april 1998 meddelades att Lopez skulle starta ett eget klädmärke, J.Lo by Jennifer Lopez. Märket utökades senare med solglasögon, baddräkter, smycken och artistens parfymer. Under en konferens sa Lopez; "Det är dags för världen att få min look". 2001 spelade Lopez och flera andra artister in välgörenhetslåten "What's Going On". Vinsten gick till att bekämpa och förebygga AIDS i Afrika. Efter 11 september-attackerna år 2001 gick hon samman med flera andra latinamerikanska artister och spelade in låten "El Ultimo Adios (The Last Goodbye)" vars vinst gick till American Red Cross. I september 2002 släppte Lopez sin första parfym, Glow by JLo. Den blev en kommersiell framgång trots att media hade motsatta förväntningar. Den blev, efter en tid, USA:s bäst säljande parfym. Lopez ansågs föra tillbaka kändisstöd av produkter och skapade en trend som följdes av flera populära artister. Flera liknande parfymer gavs ut under Glow by J.Lo, däribland Miami Glow, Love at First Glow, Glow After Dark. År 2004, under ett besök hos Children's Hospital Los Angeles, som Lopez ofta intresserar sig för, blev hon vän med den elvaåriga cancerpatienten Paige Patterson. Patterson besökte invigningen av sjukhusets egen gala, Noche de Niños, där Lopez tilldelades ett pris. Följande morgon blev Patterson dessvärre ännu sjukare och avled i november 2004. I en intervju berättade Lopez att Patterson hade fått henne att förstå hur viktigt hennes välgörenhetsarbete var. Lopez tillägnade sitt fjärde studioalbum, Rebirth, till Patterson. I september 2010 grundade hon märket Jennifer Lopez Collection som såldes hos Kohl's tillsammans med Tommy Hilfiger. Under samma period lanserade hon även Jennifer Lopez Home Collection, som innehöll sängkläder, tofflor och bagage. Hennes fjortonde parfym, Love and Glamour, gavs ut i oktober 2010. Inspirationen bakom produkten kom från Lopez "återkomst till rampljuset" efter ett flera år långt uppehåll. Nästa parfym fick namnet Love and Light och gavs ut i juli 2011. Produkten såldes enbart i HSN. 51 000 flaskor såldes under premiären vilket gjorde den till Lopez framgångsrikaste parfym som till dagens dato tjänat in över 2,9 miljoner dollar. I sena maj släpptes uppföljaren Glowing by JLo som hon beskrev som en "evolution" av Glow by JLo.

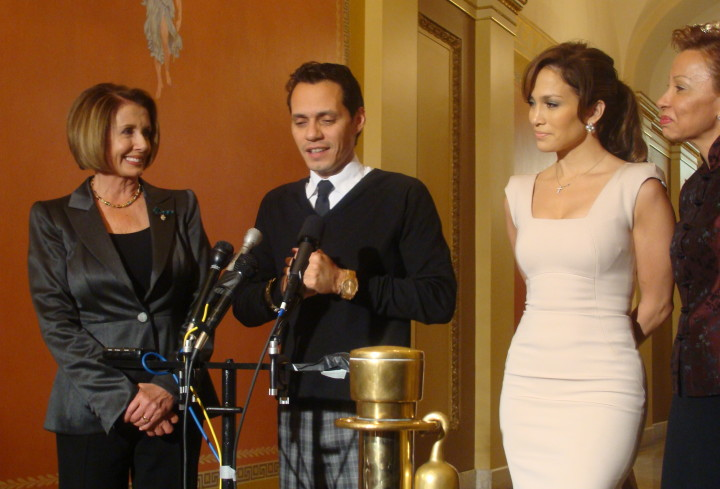
Lopez och Anthony tillsammans med den amerikanska politikern Nancy Pelosi.

L'Oreal Paris utnämnde Lopez till deras globala ambassadör och ansikte utåt för deras produkter, däribland EverPure Hair Care, Preference Hair Color och Youth Code Skin Care. Hennes reklamfilmer för EverSleek debuterade under första kvartalet av år 2011, samtidigt som utgivningen av hennes sjunde studioalbum Love? och hennes debut som domare i America Idol. För att ytterligare marknadsföra sin comeback år 2011 utnämndes hon som ambassadör för Venus och spelade in låten "I'm Your Venus" för reklamfilmen. I september meddelade den italienska biltillverkaren Fiat att Lopez skrivit på ett kontrakt för att marknadsföra deras produkter och främst 2012 års modell av Fiat 500. Olivier Francois, ansvarig för marknadsföringen vid Chrysler sa i ett uttalande; "Jennifer passar utmärkt med märket, inte på grund av vem hon är utan på grund av vad hon är- autentisk, passionerad, modern och en kämpe som är beslutsam att stå ut ur mängden." Lopez låt "Until It Beats No More" användes som signaturmelodi till bilens reklamfilm. I december 2012 anordnade Lopez ett välgörenhetsevenemang och bad sina följare på sociala medier att donera till hennes tre favoritorganisationer, Boys & Girls Club, The Children's Hospital of Los Angeles och amerikanska Röda Korset. Den som donerade hade chans att vinna biljetter till hennes sista Dance Again World Tour-show i Puerto Rico. Lopez valde att stödja amerikanska Röda Korset för att de hjälpte offren i Orkanen Sandy som förstörde stora delar av hennes hemstad, New York.
I maj 2013 meddelades att Lopez utsetts till kreativ chef för TV-kanalen nuvoTV. Hon grundade samtidigt butikskedjan Viva Móvil som säljer mobiltelefoner med latinamerikaner som huvud målgrupp. Med dessa mediasatsningar hoppades Lopez att stärka det latinamerikanska samhället. I en intervju förklarade hon: "Vi börjar upptäcka vår makt. Vi inser att vi visst har betydelse. Vi är inte bara, du vet, människorna som jobbar bakom kulisserna i köken som rörmokare." Hon påbörjade en lobbyverksamhet för att öka den latinamerikanska mångfalden på TV. I en annan intervju kommenterade Lopez: "Det sker en stor revolution inom media i USA, en kulturell revolution där latinamerikaner upptäcker att de har makten att påverka."

## Privatliv

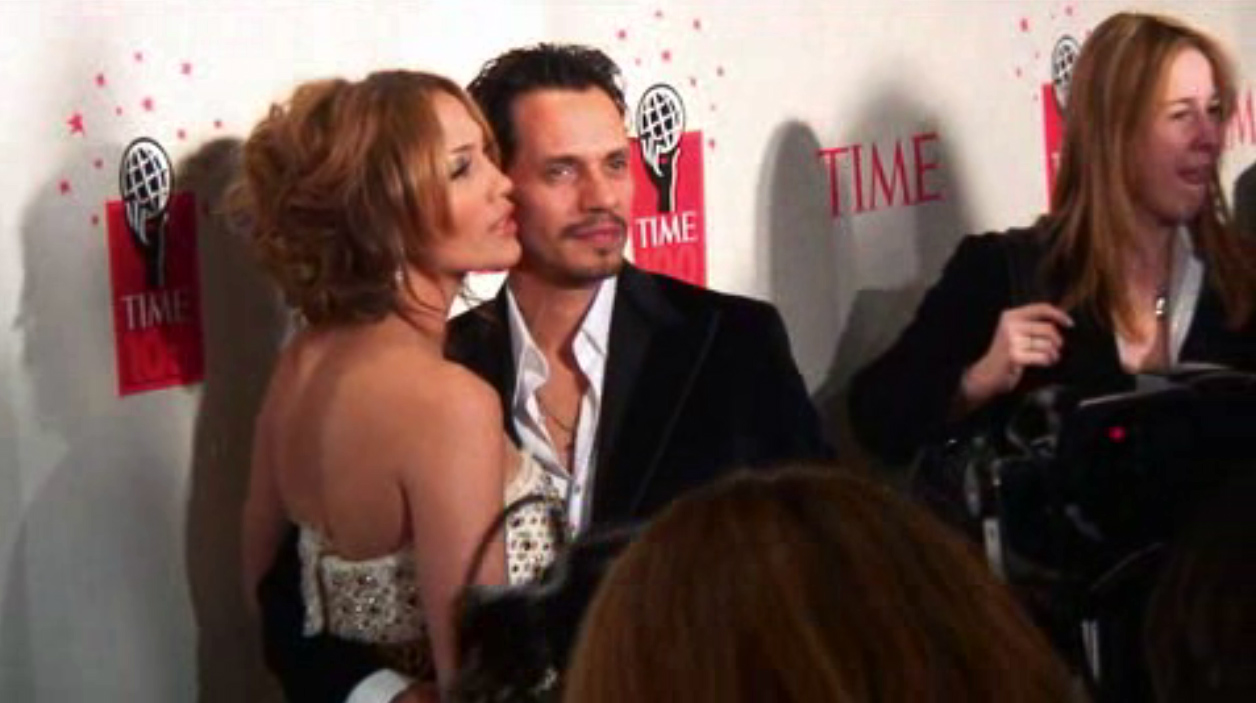
Anthony och Lopez, 2006.

Lopez privatliv har i över 15 år genererat global uppmärksamhet i media. Från den 22 februari 1997 till januari 1998 var hon gift med den kubanske servitören Ojani Noa. Efter deras korta äktenskap har Lopez haft flera rättsliga problem. Hon stämde honom i april 2006 för att han inte skulle publicera en bok om deras äktenskap. Hon hävdade att den bröt mot deras konfidentialitet. Följande år instiftade en medlare ett domstolsföreläggande som förbjöd Noa att "kritisera, svartmåla eller skriva något annat ofördelaktigt" om Lopez. Hon tilldelades 545 000 dollar som kompensationsskador och Noa tvingades lämna över alla exemplar av boken till Lopez eller hennes advokat. 2013 var Lopez i ännu en domstolsprocess mot Noa för att förhindra honom från att ge ut en "mycket privat" och komprometterande video från parets smekmånad.
Under produktionen av sitt första studioalbum On the 6 började Lopez ha sällskap med skivproducenten och rapparen Sean Combs. Den 27 december 1999 arresterades Lopez, Combs och flera andra efter en skottlossning utanför en nattklubb i Times Square, New York. De anklagades för olaga vapeninnehav och stulen egendom. Lopez frikändes kort därefter då hon inte hade något med brotten att göra. Combs blev åtalad av Manhattans jury. Efter att hon lämnat Combs påbörjade Lopez en relation med bakgrundsdansaren Cris Judd som hon var gift med från den 29 september 2001 till juni 2002. Efter en andra skilsmässa träffade hon skådespelaren och regissören Ben Affleck. Paret förlovade sig i november 2002. Media refererade till paret som "Bennifer" och de blev ett av Hollywoods populäraste superpar. Bennifer blev en så populär term att den fick en plats i uppslagsverket Urban Dictionary och startade en trend där flera andra kändispar fick motsvarande synonymer. Parets relation genererade stor uppmärksamhet i media vilket skadade deras respektive karriärer. I september 2003, en dag före bröllopsceremonin, beslutade paret att flytta fram vigseln på obestämd framtid. De skyllde på media som huvudorsaken till deras uppbrott.
Efter uppbrottet från Affleck i januari 2004 inledde Lopez ett förhållande med vännen och arbetspartnern Marc Anthony. Paret gifte sig i juni samma år. Två män stal parets privata bröllopsvideo och försökte begära en lösensumma på en miljon dollar för den. Männen inkallades till Manhattan Criminal Court åtalade för konspiration, försök till utpressning och innehav av stulen egendom. Den 7 november 2007, under den sista kvällen på deras gemensamma turné, meddelade Lopez och Anthony att de väntade sitt första barn. Meddelandet avslutade flera månader av spekulationer och media utnämnde nyheten som "årets sämst bevarade". Lopez far bekräftade att paret väntade tvillingar och förklarade att det var vanligt i deras familj: "Min syster fick också tvillingar, så jag antar att det är ärftligt."
Lopez födde en son, Maximilian David, och en dotter, Emme Maribel, i Long Island, New York den 22 februari 2008. Ett foto på Lopez och tvillingarna publicerades i mars utgåva av People som betalde en summa på 6 miljoner för fotografiet. Det blev då den dyraste kändisfotograferingen någonsin. Tre år senare meddelade paret att de separerat och Anthony ansökte om skilsmässa i april 2012. 2014 gick skilsmässan formellt igenom och hon ändrade tillbaka sitt efternamn till Lopez. Oktober 2011 inledde Lopez en relation med bakgrundsdansaren Casper Smart. I oktober 2016 meddelade Lopez att paret hade gått skilda vägar. Ett år efter uppbrottet inledde Jennifer en relation med före detta professionella basebollspelaren Alex Rodriguez och i mars 2019 friade han till henne.
Under april 2022 offentliggjordes att Lopez förlovat sig med Ben Affleck. I juli 2022 gifte sig paret, 19 år efter deras tidigare uppbrott. I samband med giftermålet antog hon hans efternamn Affleck. Paret skilde sig dock i januari 2025, och Lopez återtog sitt tidigare namn.

## Filmografi
För en kronologisk lista över artistens arbete inom film och TV, se Jennifer Lopez' filmografi

## Diskografi
- On the 6 (1999)
- J.Lo (2001)
- This Is Me... Then (2002)
- Rebirth (2005)
- Como Ama una Mujer (2007)
- Brave (2007)
- Love? (2011)
- A.K.A. (2014)
- This Is Me... Now (2024)